# Alto canciller de Suecia
El Alto canciller (en sueco: rikskansler, literalmente "Canciller del reino") es un título y un cargo en vigor en el reino de Suecia de 1560 a 1680. El canciller era miembro del Consejo del reino de Suecia. A partir de 1634, el Alto canciller sería uno de los cinco Altos funcionarios del reino, que eran los principales miembros del Consejo Privado y presidían cada uno una cartera gubernamental. El Alto canciller presidía la cancillería del Consejo Privado. En 1792, más de un siglo después de la abolición del cargo, fue restablecido, y de nuevo abolido en 1799, siete años después.

## Origen
En la Edad Media, a partir del siglo XIII, el canciller del rey era un confidente próximo del soberano, generalmente un hombre de Iglesia, que tenía por misión asistir al rey en las negociaciones con las potencias extranjeras.
El primero en ser investido de la dignidad de Alto canciller fue Conrad von Pyhy, en 1538, bajo el reinado de Gustavo Vasa. Sin embargo, cayó en desgracia en 1543 y no fue reemplazado, produciéndose un hiato de diecisiete años. 
En 1560, reinando Erico XIV, la función de rikskansler reaparece en la persona de Nils Gyllenstierna, convirtiéndose en cargo permanente para los siguientes cien años.

## Función
El Alto canciller era nombrado por el rey de Suecia y era encargado de asegurarse de que las órdenes de la corona y del Riksdag de los Estados eran aplicadas, en particular, en lo que respecta a la política exterior. Con el tiempo, sus prerogativas aumentarían hasta el punto que tuvo que crearse la nueva cancillería del Consejo Privado. En 1634, los cinco Altos funcionarios del Reino (De de fem höga riksämbetsmännen) se convertirían en los cinco miembros más poderosos e influyentes del Consejo Privado. El canciller se sentaba en el cuarto asiento, pese a lo cual, llega a ser el miembro más importante del Consejo.
El más ilustre e influyente de los Altos cancilleres de Suecia fue Axel Oxenstierna, que se mantuvo en el cargo 42 años, de 1612 a 1654, por lo que a menudo fue comparado con su contemporáneo y aliado Richelieu. Durante este tiempo gozó del poder, más o menos, de un jefe de Gobierno.

## Abolición y restablecimiento del cargo
En 1680, el rey Carlos XI suprimer el título de Alto canciller  y lo reemplaza por el de "Presidente de la cancillería" (kanslipresident) con más o menos las mismas atribuciones. En 1792, el duque Carlos (futuro Carlos), regente durante la minoría de Gustavo IV Adolfo, restablece el cargo de rikskansler, pero es definitivamente abandonado en 1799. La función de Presidente de la cancillería es puesta de nuevo en vigor pero será abolida a su vez en 1809, confiándose sus responsibilidades en política exterior al ministro de Asuntos exteriores (utrikesstatsminister).

## Lista de Grandes cancilleres de Suecia
| Nombre                       | Imagen | Nacimiento             | Inicio                | Fin                     | Muerte                |                       |
| ---------------------------- | ------ | ---------------------- | --------------------- | ----------------------- | --------------------- | --------------------- |
| Conrad von Pyhy              |        |                        | 24 de agosto de 1538  | 1543                    | 1553                  |                       |
| Georg Norman                 |        |                        | 1543                  | 1553                    | 1553                  |                       |
| Nils Göransson Gyllenstierna |        | 1526                   | 1560                  | 1590                    | 1 de octubre de 1601  |                       |
| Erik Larsson Sparre          |        | 13 de julio de 1550    | 1593                  | 1600                    | 20 de marzo de 1600   |                       |
| Svante Turesson Bielke       |        | 4 de noviembre de 1567 | 1602                  | 2 de junio de 1609      | 2 de junio de 1609    |                       |
| Axel Oxenstierna             |        |                        | 16 de junio de 1583   | 6 de enero de 1612      | 28 de agosto de 1654  | 28 de agosto de 1654  |
| Erik Axelsson Oxenstierna    |        |                        | 13 de febrero de 1624 | 28 de agosto de 1654    | 23 de octubre de 1656 | 23 de octubre de 1656 |
| Magnus Gabriel De la Gardie  |        | 15 de octubre de 1622  | 13 de febrero de 1660 | 10 de junio de 1680     | 26 de abril de 1686   |                       |
| Cargo abolido 1680–1792      |        |                        |                       |                         |                       |                       |
| Fredrik Sparre               |        | 2 de febrero de 1731   | 16 de julio de 1792   | 14 de diciembre de 1797 | 30 de enero de 1803   |                       |